# GSK plc
GlaksoSmitKlajn plc (GSK) (:) je britanska kompanija multinacionalna farmaceutska, bioloških proizvoda, vakcina i potrošačkih zdravstvenih proizvoda sa sedištem u Londonu, Ujedinjeno Kraljevstvo. GSK je jedna od najvećih farmaceutskih kompanija po prihodu.
GSK ima portfolio proizvoda za znatan broj bolesti, među kojima su astma, kancer, virusna kontrola, infekcije, mentalno zdravlje, dijabetes i probavna oboljenja. On takođe ima veliku diviziju za potrošačke zdravstvene proizvode, i bavi se prodajom nutricionih proizvoda i generičkih lekova.
GSK deonice su u opticaju na Londonskoj berzi. On ulazi u sastav FTSE 100 indeksa. Decembra 2011 njegova tržišna kapitalizacija je bila £73.8 milijarde, te je bio peta po veličina kompanija na Londonskoj berzi. Njegove deonice su takođe u opticaju na Njujorškoj berzi.

## Spoljašnje veze
- GSK Архивирано на веб-сајту  (24. фебруар 2011)
- Profajl